# Паром
Паром е руски космически влекач предложен от конструкторско бюро Енергия. Целта на проекта е да замести повечето от активните компоненти на космически кораб Прогрес. Прогрес извършва снабдителни полети от 1978 г. Директорът на компанията заявява през май 2005 г., че Федералната космическа агенция на Русия е приела дизайн за нов космически кораб. Според него принципът на действие на новата система е напълно различен от този на Прогрес.
Първо ракета-носител извежда Паром на 200 km височина. Самият кораб няма да носи никакъв товар, други ракети ще извеждат товарните контейнери в орбита където ще бъдат скачвани с Паром. Тогава влекачът ще ги доставя до МКС или друг обект в орбита.
Всяка руска или чуждестранна ракета ще може да извежда товарните контейнери. Тяхната форма и размери ще зависят от характеристиките на товара.
Първото изстрелване на Паром се очаква през 2009 г. според думите на Анатоли Перминов, ръководителят на Федералната космическа агенция.
Възможно е корабът да бъде използван и за влекач на все още незавършения кораб Клипер, който ще бъде построен по-лек от очакваното и ще бъде извличан до МКС с помощта на Паром опериран от самата станция.